# Кіріш
Кіріш (рум. Chiriș) — село у повіті Клуж в Румунії. Входить до складу комуни Джака.
Село розташоване на відстані 315 км на північний захід від Бухареста, 35 км на схід від Клуж-Напоки.

## Населення
За даними перепису населення 2002 року у селі проживали 96 осіб, усі — румуни. Усі жителі села рідною мовою назвали румунську.